# النزاع الكورسيكي
النزاع الكورسيكي هو صراع قومي في كورسيكا بدأ عام 1976، ومستمر منذ حينها إلى بدايات القرن الواحد والعشرين.

## 1970: «لفت الانتباه إلى كورسيكا»
بعد التحية العسكرية الافتتاحية في 4 مايو، شنت جبهة التحرير الوطني الكورسيكية (إف إل إن سي) سلسلة من التفجيرات في أنحاء الجزيرة في 20 مايو. تزامنت سلسلة الهجمات ونشأة جبهة التحرير الوطني مع محاكمة 10 أعضاء من حركة العمل الإقليمي الكورسيكية المحظورة حديثًا. زعم ممثلو الادعاء أن هؤلاء الرجال كانوا متورطين في عملية إطلاق نارٍ على ضابطي شرطة فرنسيين في ذلك الصيف. خلال الصيف، ازداد نشاط جبهة التحرير الوطني الكورسيكية، وفي ليلة 17 يوليو، نفذت موجة جديدة من الهجمات التي تضمنت هجومًا صاروخيًا وقذائف هاون على الدرك (أو الجندرمة) في آغيون، استُخدم فيه قاذفة قنابل إم 79 الأمريكية. زاد هذا من التوقعات القائلة بأن جبهة التحرير الوطني الكورسيكية كانت مدعومة من قِبل ليبيا، التي كانت في ذلك الوقت تمد الجماعات الثورية الأخرى في أوروبا، بما في ذلك الجيش الجمهوري الأيرلندي المؤقت. بحلول سبتمبر 1976، كانت جبهة التحرير الوطني تحاول اغتيال مسؤولين عسكريين فرنسيين رفيعي المستوى. في إحدى الحوادث المتفرقة في بلدة كورتي، نجا جنرالٌ بالكاد من عملية اغتيال وذلك حين رُشقت سيارته بوابل من الرصاص؛ فقد سائقه أذنه في ذلك الهجوم. في الوقت نفسه، استُهدف منزل ضابط كبير آخر في البلدة في هجومِ قنبلة. في 7 سبتمبر، خطف سبعة من رجال الميليشيا الملثمين طائرة بوينغ 707 وفجروها، كانت متوقفة في مطار أجاكسيو.
شهدت بداية عام 1977 نشاطًا ضئيلًا لجبهة التحرير الوطني الكورسيكية. في أبريل، وقع عدد من الهجمات على مبان تابعة للقوميين الكورسيكيين وجبهة التحرير الوطني. تبنت الهجمات مجموعة جديدة تطلق على نفسها اسم فرانكيا (جبهة العمل الجديدة المعنية بالاستقلال والحكم الذاتي). على الرغم من وجود مجموعات أخرى مناهضة للانفصال في كورسيكا، فقد ظهر أن فرانكيا هي المجموعة الوحيدة القادرة على تنفيذ هجمات فعلية. في 14 مايو، دمرت هذه المجموعة مطابع أريتي (تنشر مطبوعات قومية كورسيكية) في هجوم بالقنابل. ردت جبهة التحرير الوطني على هجمات 24 مايو بشن غارة فيها شيءٌ من التحدي على موقع للجيش الفرنسي في فورت-لاكروا، بالقرب من باستيا، حيث فجر ثمانية مسلحين منشآت اتصال لاسلكي بعد تغلبهم على الحراس. في بداية يونيو دمروا قسمًا كبيرًا من محطة سكة حديد باستيا في هجوم بالقنابل؛ وبعد شهر شنت جبهة التحرير الوطني هجومًا بالقنابل خلال الليل أصاب 27 هدفًا فرنسيًا أعقبه قصف محطة البث التلفزيوني في سيرا دي بينيو. في ليلة 13 يناير 1978، اقتحم تسعة من رجال الميليشيا المقنعين محطة رادار تابعة للناتو في سولينزارا وفجروها باستخدام 40 كغ من المتفجرات، في ما يسمى «العملية زارا».
تعرضت جبهة التحرير الوطني لانتكاسة كبيرة في مايو 1978 عندما اعتُقل 27 عضوًا مشتبهًا بهم في كورسيكا وفرنسا. عثرت الشرطة على مستودع أسلحة لجبهة التحرير الوطني في بلدة كاردو أثناء تحقيقها في عملية سطو عادية. أثناء تواجدها في مكان الحادث، لاحظت الشرطة رجالًا في الجوار ينقلون ما بدا أنه أسلحة. أسفرت الحادثة عن استجواب أكثر من 300 شخص واحتجاز أكثر من 60 منهم من قِبل السلطات. قُبض على مشتبهين آخرين في باريس ونيس وليون. في ديسمبر 1978، زادت جبهة التحرير الوطني من هجماتها على ثكنات الشرطة – في إحدى الحوادث رُشقت قاعدة الدرك في بورجو بنيران مدفع رشاش ثقيل – مما أدى إلى ظهور تخوف من بدء جبهة التحرير الوطني في تركيز هجماتها على الأفراد والأهداف المادية أيضًا. في هذه المرحلة بدأت جبهة التحرير الوطني أيضًا في المطالبة بمعاملة سجنائها كسجناء سياسيين.